# Sotto i tetti di Parigi
Sotto i tetti di Parigi (Sous les toits de Paris) è un film del 1930, scritto e diretto da René Clair, alla sua prima esperienza con il sonoro.

## Trama
In un quartiere della classe operaia di Parigi, Albert, un cantante di strada senza soldi, vive in una soffitta. Quando Albert incontra Pola, una bellissima donna romena, si innamora e per lui cambia tutto; ma egli non è l'unico a provare dei sentimenti per lei, e si deve confrontare col suo migliore amico Louis e il gangster Fred.
Una sera, Pola decide di non rientrare a casa perché impaurita da Fred, il quale le ha rubato le chiavi dell'appartamento. Così, spende tutta la notte con Albert, che da gentiluomo, pur con una certa riluttanza, dorme sul pavimento lasciando il letto a Pola. I due decidono ben presto di sposarsi, ma tutto va a monte quando Albert si incrocia per strada con Émile, un ladro che ha appena rubato dell'argenteria e che lascia all'uomo proprio la refurtiva perché inseguito dalla polizia. Scoperto dagli agenti, Albert viene arrestato, accusato della rapina. Pola nel frattempo viene consolata da Louis.
Tempo dopo, Émile viene catturato per un altro reato e vedendo Albert in cella, ammette la sua colpevolezza anche per quel caso, scagionando l'uomo dalle accuse e permettendogli di tornare in libertà.
Fred tenta di tornare insieme a Pola, la quale è però presa di Louis, ma non appena si ripresenta Albert provocando di nuovo il triangolo amoroso, i due intentano uno scontro con dei coltelli. Louis si mette in difesa dell'ex amico, e dopo aver vinto il breve incontro, tornano ad essere amici, pur essendo il loro rapporto affettivo ormai complicato ed offuscato dai sentimenti che entrambi provano per Pola. Decidendo sul dà farsi e ripensando alle azioni e i favori passati che gli ha fatto Louis, Albert sceglie di uscire dalla vita di Pola lasciandola vivere la relazione con l'amico.

## Sfondo
L'arrivo del suono sincronizzato nel cinema nei tardi anni '20 provocò reazioni contrastanti tra i cineasti francesi e, una parte di essi, abituata oramai al cinema muto, appariva critica e pessimista circa l'impatto che avrebbe avuto.
Nel 1927, prima ancora che The Jazz Singer fosse presentato a Parigi, René Clair scrisse: «Non è senza un brivido che si viene a sapere che i produttori americani, tra i più pericolosi, vedono nel cinema parlato l'intrattenimento del futuro, e stanno già lavorando per avverare quella tremenda profezia». In un'altra situazione, descrisse il cinema sonoro come «un mostro riluttante, una creazione innaturale, grazie alla quale lo schermo diventerà cinema povero, il cinema dei poveri».
Ironia della sorte, Clair si occupò proprio della produzione di Sous les toits de Paris, primo film sonoro francese e grande successo internazionale. Clair accettò l'inevitabilità del cinema parlato, ma a una prima impressione spiegò le specifiche che secondo lui il sonoro doveva avere per essere integrato in un film. Era riluttante dall'usare dialoghi o effetti sonori alla maniera naturale, e sostenne che l'uso alternato dell'immagine del soggetto e del suono - non il loro uso simultaneo - creavano un effetto migliore.
Nel 1929, la compagnia cinematografica tedesca Tobis costruì uno studio a Épinay, vicino a Parigi, attrezzandolo per la produzione del suono e inaugurando la politica di fare film sonori in francese in Francia, piuttosto che importare artisti francesi per fare versioni francofone in Germania. La compagnia si concentrò sulla esclusiva produzione di grandi opere, e reclutò René Clair alla supervisione di alcuni lucrosi progetti, primo dei quali Sous les toits de Paris.

## Produzione
Le riprese si sono svolte a Épinay tra il 2 gennaio e il 21 marzo 1930.
Lazare Meerson si occupò della realizzazione in un elaborato quanto realistico ed evocativo set, dove furono costruite intere strade e quartieri popolari parigini, popolati da archetipo della "vita ordinaria" di periferia: la coppia di neosposini, il borseggiatore, il cantante di strada. Le scene si aprono con una vista dall'alto (progettata dal cameraman Georges Périnal) che parte dai tetti parigini, scendendo lungo la strada dove un gruppo di persone sta circondando un cantante vagabondo che canta Sotto i tetti di Parigi (brano che dà il titolo al film). A film conclusivo, i crediti si aprono con la stessa tecnica d'apertura però in maniera invertita. Si tratta del primo lavoro dove Clair afferma la sua lealtà allo stile e le tecniche del cinema muto, per contro, creando un ruolo distinto per il nuovo elemento cardine: il sonoro. Comunque, la sovrapposizione delle immagini sul suono e viceversa hanno creato alcuni disagi tecnici ben visibili, come per esempio un treno che passa sulle rotaie e non se ne sente il rumore, creando satira circa la sonorità del film.
Tra gli altri membri nella troup di Clair, Georges Lacombe come assistente alla regia e Marcel Carné a trattare la continuità della sceneggiatura ("segretario del set"). Durante le ultime settimane di lavorazione, il direttore artistico Meerson ingaggiò il ventitreenne ungherese in sostituzione alla sua troup, Alexandre Trauner, che lavorò nelle decadi successive come progettista in molte grandi produzioni francesi. Sous les toits de Paris fu il primo di quattro film sonori di successo realizzati da Clair per la Tobis, tutti in collaborazione Meerson e Périnal. Fu anche il sesto e ultimo film di Clair che vide la comparsa dell'attore Albert Préjean. Quando il film fu proiettato a Parigi, Préjean incontrò alcune discussioni e il suo rapporto con Clair accusò un duro colpo. Clair in seguito commentò: «Penso che lo star system sia immorale e ingiusto verso tutti, gli artisti e i tecnici, che lavorano su un progetto condiviso». Edmond T. Gréville, che in futuro diventerà un regista, appare qui come attore nel ruolo di Louis, amico di Albert.

## Distribuzione
Nelle prime proiezioni, prima che venisse mostrato il film vero e proprio, l'inizio consisteva in una sequenza descrittiva di cinque minuti di ciò che sarebbe stato, mostrando i personaggi. Nelle versioni successive, questa introduzione fu eliminata anche per volere di Clair, il quale pensò fosse meglio mantenere la simmetria originale con cui iniziava e finiva il film.
Il film venne distribuito dalla stessa compagnia che l'aveva prodotto, la Films Sonores Tobis.

### Accoglienza
Il film presentato in anteprima al cinema Mouling Rouge di Parigi dal 2 maggio 1930, preceduto dall'avviso "100% parlato e cantato in francese", si rivelò in un primo momento un modesto successo nel Paese. Infatti, solo un quarto del totale del film può descriversi come "parlato", e questo può aver contribuito alla creazione del disagio generale da parte di un pubblico in attesa di qualcosa di diverso.
In contrasto all'insuccesso in Francia, la proiezione speciale, con Clair tra gli invitati, organizzata a Berlino nell'agosto 1930, fu registrata come un trionfo. Distribuito nei cinema tedeschi qualche tempo dopo, la sua corsa nelle sale proseguì per diversi mesi. Il successo fu anche ripetuto nelle presentazioni di New York e Londra, e fu ben accolto a Tokyo, Shanghai, Mosca e Buenos Aires.

### Critica
Le critiche negative, per lo più riscontrate in madrepatria, hanno puntato sulla lentezza della narrazione, la convenzionalità dei personaggi e sull'enfasi sistematica di un mondo sotterraneo di Parigi abitato da teppisti e criminali.
Il Dr. Henckel, regista della branca francese della Tobis, spiegò che a Clair fu data troppa libertà creativa nel fare il film, motivo per cui sia la compagnia che il pubblico erano rimasti delusi dai suoi metodi, e che in futuro sarebbe stato dato al pubblico ciò che voleva, ovver: immagini che parlano realmente.
Dopo il reclamo del successo internazionale, il film fu oggetto di una seconda distribuzione in Francia, dove questa volta fu accolto più o meno calorosamente, ottenendo riscontri positivi da diversi esponenti della scena cinematografica nazionale, come Jacques Brunius e Henri-Georges Clouzot, i quali avevano mostrato sostegno all'opera, apprezzando il nuovo approccio e l'originalità del suono. Clair in un secondo momento spiegò che i profitti ricavati dal film, se comparati col bilancio di produzione effettivo, avrebbero coperto i rendimenti di un intero cinema.
Durante la decade seguente, l'impostazione centrale di un colorato quartiere urbano della classe operaia fece da eco e fu esportata in drammi contemporanei come La Rue sans nom (1934), La belle équipe (1936) and The Crime of Monsieur Lange (1936).
Le rivisitazioni della critica moderna tendono a considerare importante il ruolo svolto dal film per l'epoca, che si poneva come trasposizione per lo schermo nostalgica del populino parigino e "artifizio dello studio"; nelle parole di un critico, il film tende a «soffocare l'interesse cinematografico con l'intelligenza pura della concezione e la padronanza tecnica dell'esecuzione». Ci sono esitazioni nella continuità e nel ritmo, con l'incertezza in alcune parti della recitazione dovuta al fatto che gli attori cercavano di adattarsi alla parola parlata. D'altra parte, ciò che argomentava Clair rivolgendosi al come usare in modo appropriato il suono come mezzo essenzialmente visivo, continua ancor oggi ad essere valido, e il film rimane come punto d'esplorazione per chi cerca risposte e informazioni sul genere.

## Riconoscimenti
Nel 1931 è stato indicato tra i migliori film stranieri dell'anno dal National Board of Review of Motion Pictures.